# Dan Ratushny
Daniel Paul Ratushny (* 29. Oktober 1970 in Nepean, Ontario) ist ein ehemaliger kanadischer Eishockeyspieler und derzeitiger -trainer. Bis Oktober 2017 war er Cheftrainer beim Lausanne HC in der Schweizer National League A (NLA).

## Karriere

### Als Spieler
Bereits während seiner Collegezeit, wo er von 1988 bis 1991 für die Cornell University gespielt hatte, gehörte Ratushny der kanadischen Nationalmannschaft an, die damals nur aus Amateurspielern bestand. Mit ihr nahm er 1988 und 1991 am Spengler Cup teil und gewann bei den Olympischen Winterspielen 1992 die Silbermedaille. Zum Ende der Saison 1991/92 bestritt der Verteidiger zwei Spiele für den Schweizer Nationalligisten EHC Olten. Ratushny spielte im folgenden Jahr bei den Fort Wayne Komets aus der International Hockey League, mit denen er die Meisterschaft errang. Ein Jahr später unterschrieb der Verteidiger einen Zweijahresvertrag bei den Vancouver Canucks aus der National Hockey League, für die er ein Spiel bestritt. Die restliche Saison war Ratushny bei den Hamilton Canucks, einem Farmteam von Vancouver, in der American Hockey League aktiv. In der Saison 1994/95 kehrte der Rechtsschütze zu den Fort Wayne Komets zurück, der Vertrag mit den Canucks wurde aufgelöst. Ein Jahr später spielte Ratushny für die Carolina Monarchs in der AHL, wechselte jedoch während der Saison zurück in die IHL zu den Peoria Rivermen. In der Saison 1996/97 wechselte er innerhalb der Liga den Club und spielte für die Rafales de Québec. Während der zweiten Saison verließ Ratushny die Rafales und heuerte beim AHL-Team Albany River Rats an. Nach einem Jahr in Albany folgte die Rückkehr in die IHL zu den Kansas City Blades, für die er in der Saison 1998/99 die Schlittschuhe schnürte.
1999 heuerte Ratushny beim japanischen Club Seibu Prince Rabbits an, wo er die Meisterschaft in der Japan Ice Hockey League gewann. Nach einer Saison verließ er Japan und wechselte nach Europa, wo er in der Saison 2000/01 bei HPK Hämeenlinna aus der finnischen SM-liiga spielte. Zum dritten Mal in seiner Karriere wurde der Verteidiger im Jahr 2000 beim Spengler Cup in das Team Canada berufen. In der Saison 2002/03 absolvierte Ratushny fünf Spiele für die Ayr Scottish Eagles im britischen Challenge Cup, in der gleichen Spielzeit lief der Rechtsschütze auch für die Dundee Stars in der British National League auf. Nach einer zweijährigen Pause war seine letzte Station als Spieler der IK Pantern in der dritthöchsten schwedischen Liga Division 1.

### Als Trainer
Ratushny begann seine Trainerkarriere 2009 beim EHC Olten aus der Schweizer National League B. Zunächst hatte er einen Vertrag über ein Jahr unterzeichnet, welchen er nach einer Saison verlängerte. Nach zwei Jahren in der Schweiz machte er von einer Ausstiegsklausel Gebrauch und unterschrieb bei den Straubing Tigers aus der Deutschen Eishockey Liga. Bereits in seiner ersten Saison in Straubing gelang der erstmalige Einzug in die Play-offs, seine Mannschaft erreichte schließlich das Halbfinale in der DEL. Ratushny wurde in der Folge als Trainer des Jahres 2012 ausgezeichnet. Nach drei Jahren in Straubing hatte der Kanadier zunächst sein Engagement erneut verlängert. Am 12. Mai 2014 bat er jedoch das Management der Tigers um Auflösung des Vertrags und nahm ein Angebot des mehrfachen österreichischen Meisters EC Red Bull Salzburg an. Er führte Salzburg 2015 und 2016 zum Meistertitel in der Österreichischen Eishockey Liga. Ab 2014 war er auch Trainer des Österreichischen Nationalteams.
Im April 2016 wechselte er in die Schweiz zum Lausanne HC aus der National League A (NLA) und erhielt einen Zweijahresvertrag. Im Mai 2016 gab er nach zweijähriger Amtszeit seinen Rückzug als österreichischer Nationaltrainer bekannt, um sich auf seine Aufgabe in Lausanne zu konzentrieren. Er führte Lausanne 2016/17 auf den vierten Platz der NLA-Hauptrunde („Qualifikation“) und wurde als bester Trainer der Hauptrunde ausgezeichnet. Am 11. Oktober 2017 gab LHC die Amtsenthebung Ratushnys bekannt, nachdem der Auftakt in die Saison 2017/18 mit zwölf Punkten in zehn Partien durchzogen gewesen war.

## Erfolge und Auszeichnungen

### Als Spieler
- 1990 ECAC First All-Star Team
- 1990 Goldmedaille bei der Junioren-Weltmeisterschaft
- 1991 ECAC First All-Star Team
- 1992 Silbermedaille bei den Olympischen Winterspielen
- 1993 Turner-Cup-Gewinn mit den Fort Wayne Komets
- 2000 Japanischer Meister mit den Seibu Prince Rabbits

### Als Trainer
- 2012 Trainer des Jahres in der DEL
- 2015 und 2016 Österreichischer Meister mit dem EC Red Bull Salzburg
- 2016/17 Bester Trainer der NLA-Hauptrunde